# Jón Leifs
Jón Leifs (1 de mayo de 1899 – 30 de julio de 1968), fue un compositor islandés de música clásica.

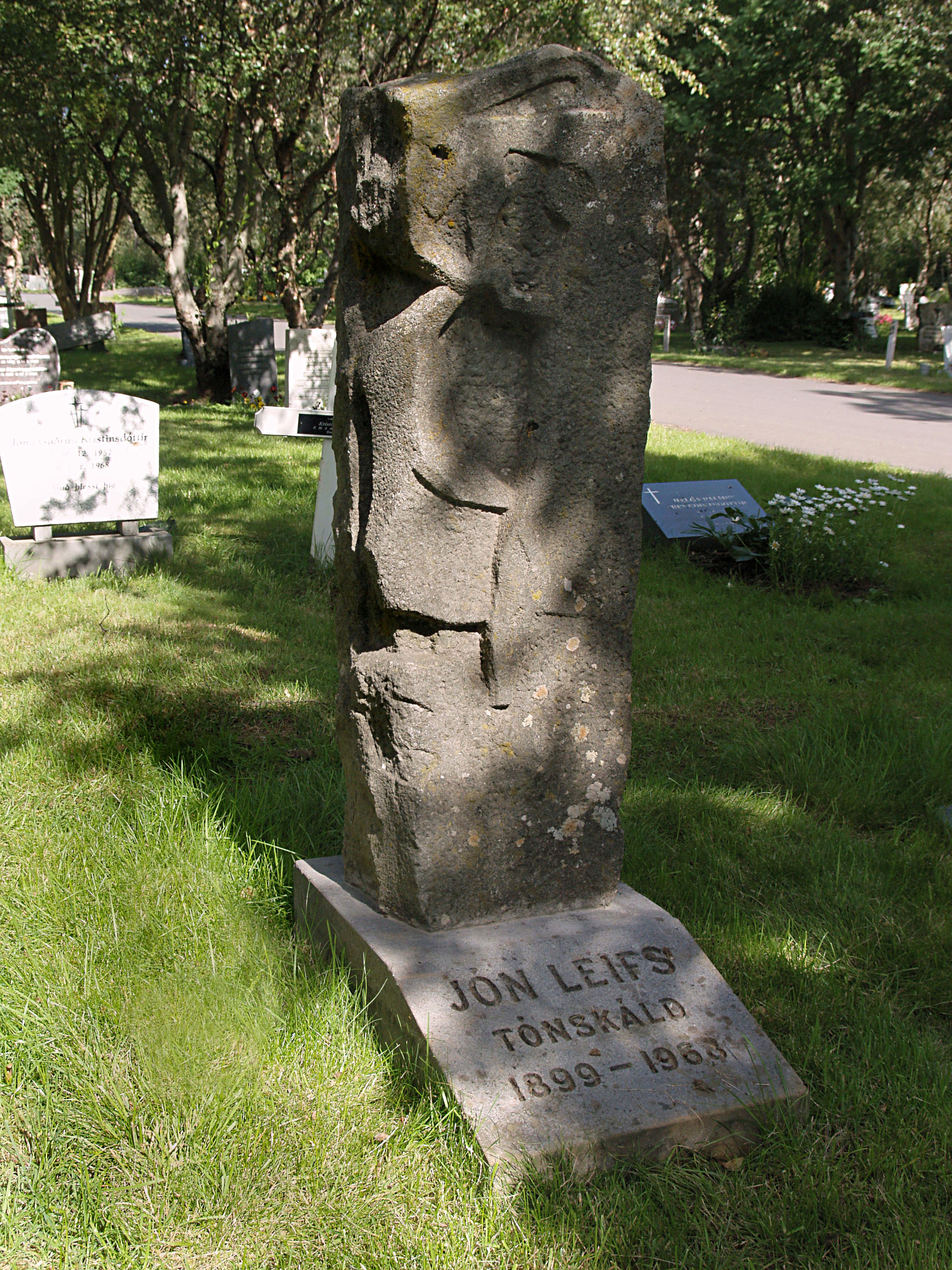
Tumba de Jón Leifs en el cementerio Fossvogsgarður de Reikiavik

Nacido en Sólheimar, abandonó Islandia en 1916 para estudiar en el Conservatorio de Leipzig (Alemania) en el que se graduó en 1921 después de haber estudiado piano y haber dedicado posteriormente su carrera a la dirección y composición.
Casado con la pianista Annie Riethof, tuvieron dos hijas, Snót and Líf, residiendo en Wernigerode y posteriormente en Baden-Baden. Debido al origen judío de su esposa, su familia fue perseguida por las autoridades nazis. En 1944 se refugian en Suecia y, un año más tarde, regresan a Islandia, donde se divorcia de su esposa. Una de sus hijas, Líf, se ahogó en un accidente de natación en la costa de Suecia en 1947, a la edad de tan sólo dieciocho años. Conmovido por el hecho y en su recuerdo, el compositor escribió su cuarteto de cuerda Vita et Mors.
La mayor parte de sus obras encuentran su origen en los fenómenos naturales de su país. Así, en la pieza Hekla, Leifs describe la erupción del volcán Hekla, de la que fue testigo. Dettifoss (op. 57) se inspira en la catarata Dettifoss. En la Sinfonía Saga representa musicalmente a cinco personajes de las famosas sagas islandesas.
Su última obra, Consolación, intermezzo para orquesta de cuerdas fue escrita poco tiempo antes de fallecer de cáncer de pulmón en Reikiavik en 1968.
Jón y su esposa fueron objeto de la película Tears of Stone / Tár úr steini (1995) del director islandés Hilmar Oddsson.